# Koh-i-Noor Hardtmuth
Koh-i-Noor Hardtmuth as — чеська компанія з виробництва канцелярських товарів, що базується в Чеських Будейовицях. Створена в 1790 році, це одне з найстаріших підприємств, що виробляє канцелярські товари у світі.
Маючи чотири фабрики у Чехії (Чеське Будейовіце, Местец Кралове, Брумов та Мілевсько) та одну в Болгарії, компанія виробляє та продає широкий асортимент письмового приладдя, художніх матеріалів та канцелярських виробів, експортуючи їх понад 90 країн у всьому світі.

## Історія
Компанія була заснована в 1790 Йосипом Гардтмутом з Австрії. У 1802 запатентувала перший олівець, виготовлений із комбінації каоліну та графіту.
У 1848 сини Джозефа, Карл і Людвіг, взяли на себе сімейний бізнес, і виробництво було перенесено в богемське місто Будвайс, на території нинішньої Чехії. Вироби отримували нагороди на багатьох світових виставках, у тому числі в 1855 році в Нью-Йорку, 1856, 1900 і 1925 в Парижі, 1862 в Лондоні, 1882 у Відні та 1905 в Мілані.
На Всесвітній виставці 1889 року в Парижі Гардтмути виставили свої олівці з ребрендингом як "Кох-І-Нур Гардтмут". Кожен олівець був укладений у оболонку із жовтого кедрового дерева. Натхненням для назви став знаменитий діамант Кохінур, що входить до складу Коронних коштовностей Великої Британії та був найбільшим діамантом у світі на той час.
Після Другої світової війни Кох-і-Нур Гардтмут став державною компанією, перш ніж знову став приватною власністю в 1992 році. З 2007 року вона є членом чеської материнської компанії Акціонерне товариство KOH-I-NOOR Holding. Компанія має виробничі потужності у понад 80 країнах. Вона також є контрактним виробником дрібних виробів з лиття під тиском із пластмас. Кох-і-Нур був партнером у створенні анімаційного фільму Іржі Барти 2009 року " Іграшки на горищі", і його олівці часто з'являються у фільмі.

## Продукція
Асортимент продукції Koh-i-Noor включає:

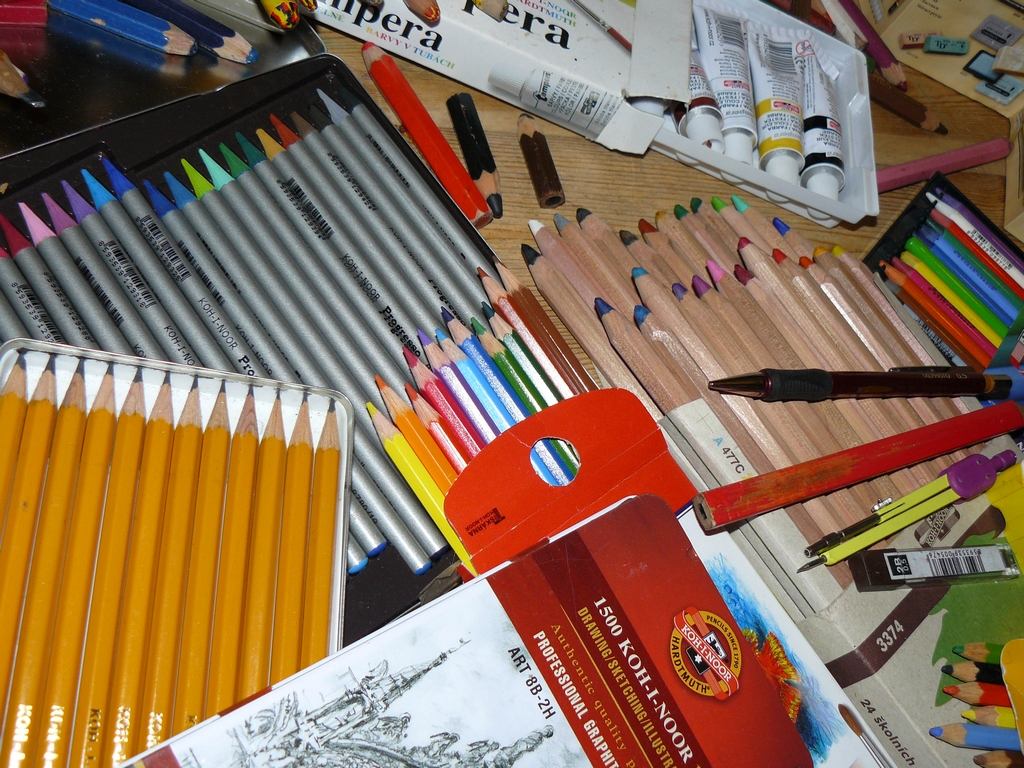
Деякі товари Koh-i-Noor

| Тип                     | Продукти |
| ----------------------- | --- |
| Письмове приладдя       | Олівці, механічні олівці, кулькові ручки, авторучки, фарби, фломастери, маркери                                                  |
| Художні матеріали       | Кольорові олівці, крейда, пастель, пластелін, свічкові олівці, акрилові фарби, олійні фарби, акварелі, кольорові чорнила, пензлі |
| Аксесуари               | Гумки, клей, точилки для олівців, ножиці                                                                                         |
| Геометричні інструменти | Лінійки, трикутні лінійки, транспортири, лекала, масштабні лінійки, шаблони, циркулі                                             |
| Офіс                    | Накладки для печаток, обкладинки для книг, коробки                                                                               |